# Christian Hornung
Christian Hornung (* 9. Juni 1981 in Köln) ist ein deutscher römisch-katholischer Kirchenhistoriker. Er lehrt seit 2017 als Professor für Alte Kirchengeschichte und Patrologie an der Universität Bonn, seit 2019 ist er Direktor des Franz Joseph Dölger-Instituts zur Erforschung der Spätantike.

## Leben
Hornung besuchte von 1992 bis 2001 das Collegium Josephinum Bonn. Von 2002 bis 2007 studierte er katholische Theologie, Klassische Philologie (Latinistik / Gräzistik) und Germanistik in Bonn und Wien. Im Wintersemester 2002/2003 wurde er in die Studienstiftung des Deutschen Volkes aufgenommen. Im Sommersemester 2007 legte er das erste Staatsexamen für das Lehramt in der Sekundarstufe II und I in den Fächern Latein und Katholische Theologie ab, im darauffolgenden Wintersemester bestand er eine Ergänzungsprüfung für das Fach Deutsch. 
Von 2007 bis 2009 nahm Hornung am hochschuldidaktischen Weiterbildungsprogramm der katholisch-theologischen Fakultät der Universität Bonn teil. Von 2007 bis 2010 war er wissenschaftlicher Mitarbeiter (Assistent) am Institut für Kirchengeschichte der Universität Bonn und von 2007 bis 2015 wissenschaftlicher Angestellter am Franz Joseph Dölger-Institut. Von 2008 bis 2016 hatte er Lehraufträge an den Universitäten Köln, Siegen und Erfurt. Mit einem kirchenhistorisch-philologischen Kommentar zur ersten Dekretale des Siricius von Rom, Directa ad decessorem, wurde Hornung 2010 zum Dr. theol. promoviert. Seine Dissertation wurde mit dem Pax-Bank-Förderpreis für theologische Forschungsbeiträge ausgezeichnet. Von 2013 bis 2016 war er Mitglied im Jungen Kolleg der Nordrhein-Westfälischen Akademie der Wissenschaften und der Künste. Mit der Schrift Apostasie im antiken Christentum habilitierte sich Hornung 2014 an der katholisch-theologischen Fakultät der Universität Bonn für das Fach „Alte Kirchengeschichte und Patrologie“. 
Im Sommersemester desselben Jahres vertrat er die Professur für Alte Kirchengeschichte, Patrologie und Christliche Archäologie an der Universität Münster. Von 2015 bis 2016 war er Heisenberg-Stipendiat der DFG am Seminar für Katholische Theologie der Universität Siegen, wobei er im Sommersemester 2016 als Visiting Scholar an der Catholic University of America forschte. Im akademischen Jahr 2016/2017 vertrat Hornung die Professur für Alte Kirchengeschichte und Patrologie an der Universität Bonn. Seit dem Wintersemester 2017/2018 lehrt er als Professor für Alte Kirchengeschichte und Patrologie an der Universität Bonn und ist gleichzeitig seit Juli 2019 Direktor des Franz Joseph Dölger-Instituts.
Hornungs Forschungs- und Interessenschwerpunkte sind Rechts- und Sozialgeschichte des antiken Christentums, Buße und Bußpastoral, Geschichte des römischen Primats sowie Askese und asketische Ideale im antiken Christentum.

## Schriften (Auswahl)
- Directa ad decessorem. Ein kirchenhistorisch-philologischer Kommentar zur ersten Dekretale des Siricius von Rom (= Jahrbuch für Antike und Christentum. Kleine Reihe. Ergänzungsband 8). Aschendorff, Münster 2011, ISBN 3-402-10915-8 (zugleich Dissertation, Bonn 2010).
- Apostasie im antiken Christentum. Studien zum Glaubensabfall in altkirchlicher Theologie, Disziplin und Pastoral (4.–7. Jahrhundert n. Chr.) (= Supplements to Vigiliae Christianae. Band 138). Brill, Leiden 2016, ISBN 978-90-04-32375-9 (zugleich Habilitationsschrift, Bonn 2014).
- mit Dominik Höink und Anne Sanders (Hrsg.): Neues finden – Neues schaffen. Studien und Interviews zu Kreativität in Wissenschaft und Kunst. Ferdinand Schöningh, Paderborn 2016, ISBN 3-506-78188-X.
- Monachus et sacerdos. Asketische Konzeptualisierungen des Klerus im antiken Christentum. Brill, Leiden 2020, ISBN 978-90-04-41957-5.